# Phytomyza inusitata
Phytomyza inusitata är en tvåvingeart som beskrevs av Mitsuhiro Sasakawa 2004. Phytomyza inusitata ingår i släktet Phytomyza och familjen minerarflugor.
Artens utbredningsområde är Vanuatu. Inga underarter finns listade i Catalogue of Life.